# Tascina metallica
Tascina metallica is een vlinder uit de familie Castniidae. De soort komt voor in het Oriëntaals gebied.
De wetenschappelijke naam van de soort werd in 1890 gepubliceerd door Arnold Pagenstecher.